# スリンダク
スリンダク（Sulindac）は非ステロイド性抗炎症薬（NSAIDs）に属する抗炎症薬である。プロスタグランジンの合成を阻害して抗炎症作用を示す。プロドラッグであり、消化器関係の副作用が少ない他、比較的半減期が長い:1。商品名クリノリル。

## 効能・効果
日本では、関節リウマチ、変形性関節症、腰痛症、肩関節周囲炎、頸肩腕症候群、腱・腱鞘炎の消炎・鎮痛について承認されている。急性・慢性いずれの炎症に対しても有効性を示すが、その効果はインドメタシンに較べると弱い:10。
スルホキシド体はプロドラッグであり、体内のMsrAで還元されてスルフィド体となり活性化する。体内ではスルホキシド体とスルフィド体が共存しており:14、両者の血中動態は類似している:11。スルホン体に酸化されると失活する。正確な機序は不明であるが、スルフィド体がCOX-1およびCOX-2を阻害してプロスタグランジン生成を妨げる。

## 禁忌
他のNSAIDs同様、下記の患者にはスリンダクは禁忌である。
1. 消化性潰瘍または胃腸出血のある患者
2. 重篤な血液の異常のある患者
3. 重篤な肝障害のある患者
4. 重篤な腎障害のある患者
5. 重篤な心機能不全のある患者
6. アスピリン喘息（非ステロイド性消炎鎮痛剤等による喘息発作の誘発）またはその既往歴のある患者
7. 製剤成分に対し過敏症の既往歴のある患者
8. 妊婦または妊娠している可能性のある婦人

## 副作用
治験では15.39%に副作用が見られ、その主なものは腹痛(5.44%)、発疹(2.30%)であった。
スリンダクで重大な副作用とされているものは、
- 消化性潰瘍（0.1%未満）、胃腸出血、胃腸穿孔、
- ショック、アナフィラキシー様症状、血管浮腫、
- 皮膚粘膜眼症候群（Stevens-Johnson症候群）、中毒性表皮壊死症（Lyell症候群）、
- 再生不良性貧血、無顆粒球症、骨髄抑制、
- 膵炎、鬱血性心不全、
- 急性腎不全、急性間質性腎炎、ネフローゼ症候群、
- 肝炎（0.1%未満）、肝機能障害、黄疸（0.1%未満）、
- 無菌性髄膜炎

である。（頻度未記載は頻度不明）
一部の研究では、スリンダクの上部消化管障害は他のNSAIDsより少ないとされている。肝障害や膵障害は他のNSAIDsより多いが、腎障害は少ないと思われる。

## 細胞増殖抑制作用
スリンダクには、COX-2阻害作用とは別に、大腸のポリープや前癌病変部位での細胞増殖を抑制する効果がある。その効果は特に家族性大腸腺腫症で顕著であり、癌化を防止していると思われる。同様の効果は、上部消化管癌、遺伝性非ポリポーシス大腸癌、膠芽腫、分枝型膵管内乳頭粘液性腫瘍（BD-IPMN）でも見られた。
一部ではその機序として、c-RafやJNK1といったキナーゼによるシグナル伝達やサイクリンの働きにスリンダクが介入していると見られている。スリンダクはレチノイドX受容体α（RXRalpha）に結合する事で癌細胞のアポトーシスを誘導することができ、同時に、ヒト癌細胞ではβ-カテニンの抑制を介して、またはCSK/Srcの調節を介して細胞増殖を阻害することができる。

## その他の効果
スリンダクには子宮収縮抑制作用があり、早産の防止に使う事ができる。他のNSAIDs同様、アルツハイマー病治療への応用が模索されている。